# Mare de Déu dels Àngels d'Espirà de l'Aglí

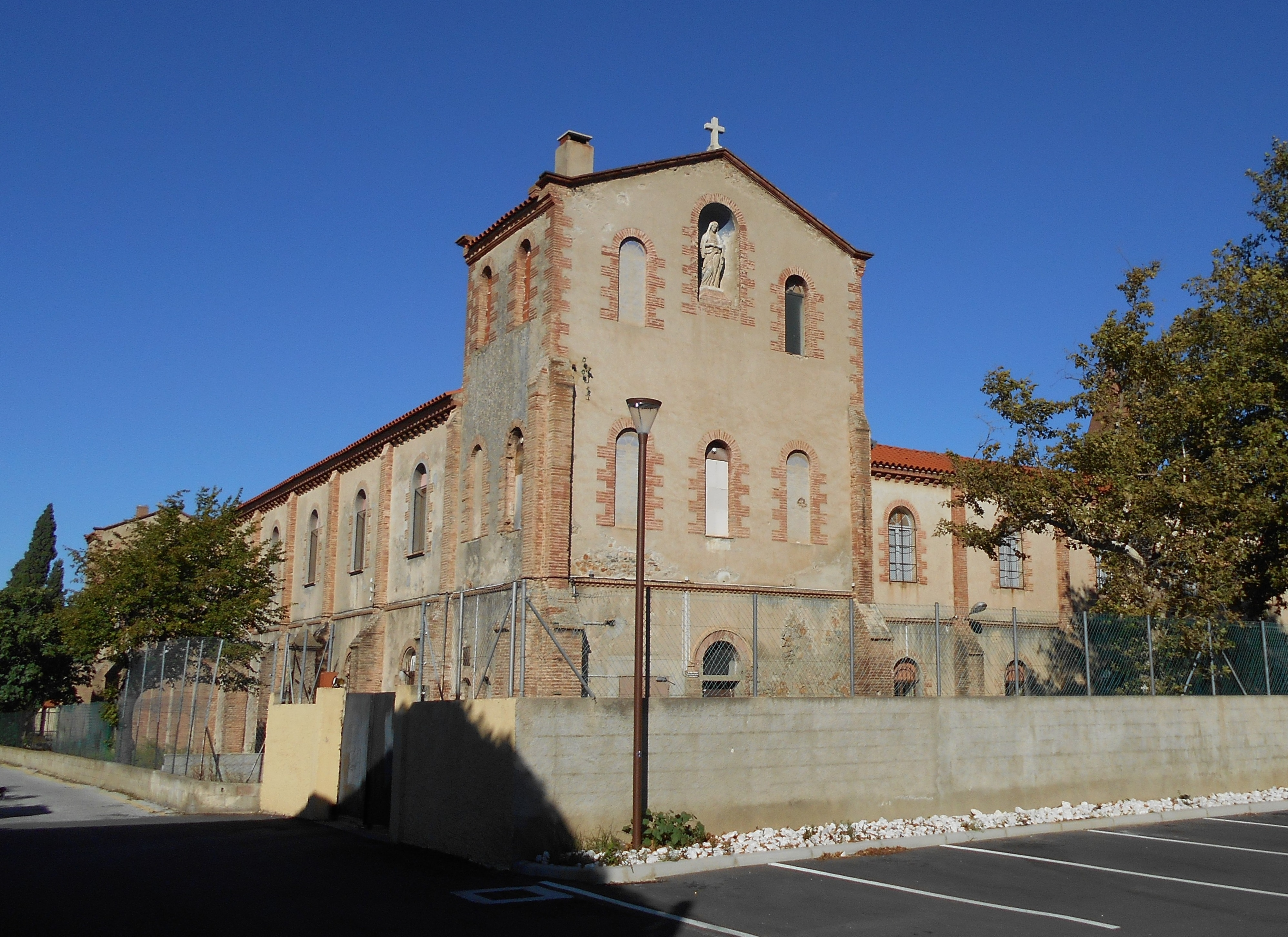
El convent

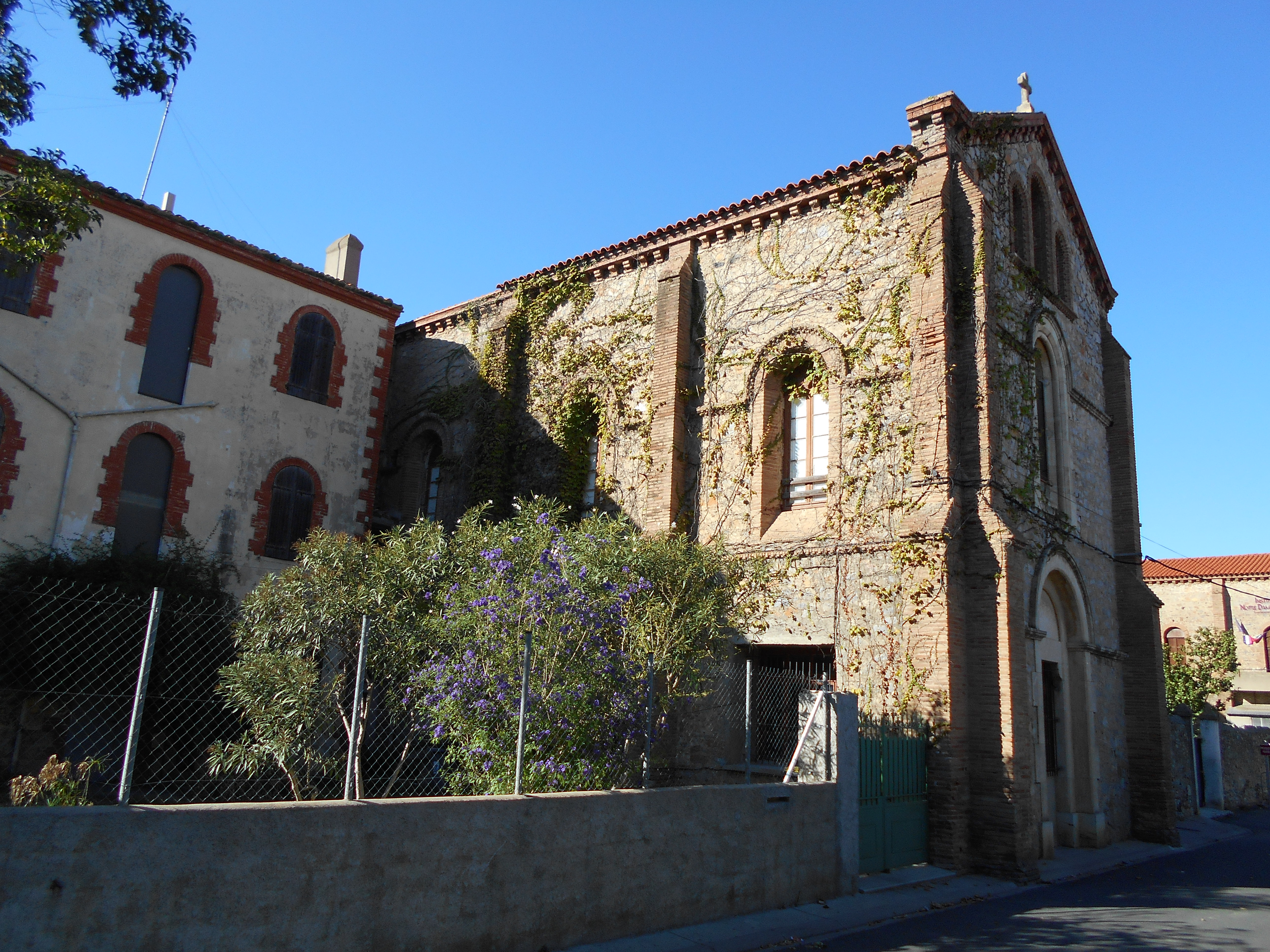
L'església

La Mare de Déu dels Àngels d'Espirà de l'Aglí és l'església de l'antic convent que substituí l'antic priorat de canonges augustinians de la comuna rossellonesa d'Espirà de l'Aglí.
Està situada al nord-oest de la població, al costat nord de l'església parroquial de Santa Maria d'Espirà de l'Aglí. Actualment és l'església de la comunitat de maristes que regeixen l'escola privada del Sagrat Cor, de maternal i primària, i el col·legi de secundària de la Mare de Déu dels Àngels, instal·lats en el recinte del convent.